# Gobitrichinotus
Gobitrichinotus es un género de peces de la familia Gobiidae. Una especie procede de ríos de Madagascar y otra de aguas costeras (saladas, salobres y dulces) del océano Pacífico occidental. Fue descrito por Henry Weed Fowler en 1943.

## Especies
- Gobitrichinotus arnoulti Kiener, 1963
- Gobitrichinotus radiocularis Fowler, 1943